# Prionanthium
Prionanthium is een geslacht uit de grassenfamilie (Poaceae). De soorten van dit geslacht komen voor in delen van Afrika.

## Soorten
Van het geslacht zijn de volgende soorten bekend: 
- Prionanthium dentatum
- Prionanthium ecklonii
- Prionanthium pholiuroides
- Prionanthium rigidum